# Rueyres-les-Prés
Rueyres-les-Prés (toponimo francese) è una frazione di 474 abitanti del comune svizzero di Estavayer, nel Canton Friburgo (distretto della Broye).

## Storia

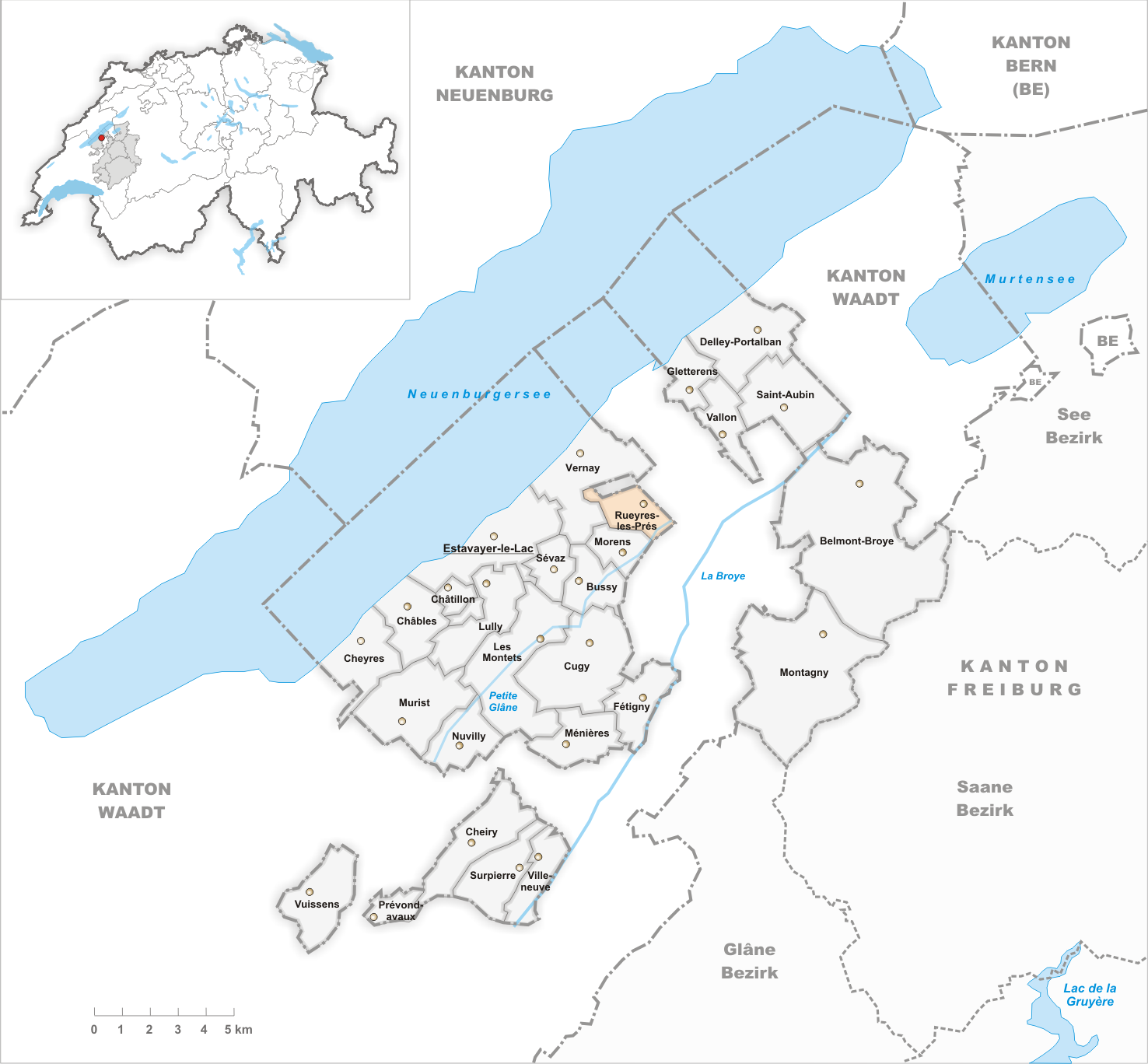
Il territorio del comune di Rueyres-les-Prés prima degli accorpamenti comunali del 2017

Già comune autonomo che si estendeva per 3,18 km², il 1º gennaio 2017 è stato accorpato agli altri comuni soppressi di Bussy, Estavayer-le-Lac, Morens, Murist, Vernay e Vuissens per formare il nuovo comune di Estavayer.

## Monumenti e luoghi d'interesse
- Chiesa cattolica di San Lupo, attestata dal 1349 e ricostruita nel 1934[1].

## Società

### Evoluzione demografica
L'evoluzione demografica è riportata nella seguente tabella:
Abitanti censiti

## Infrastrutture e trasporti

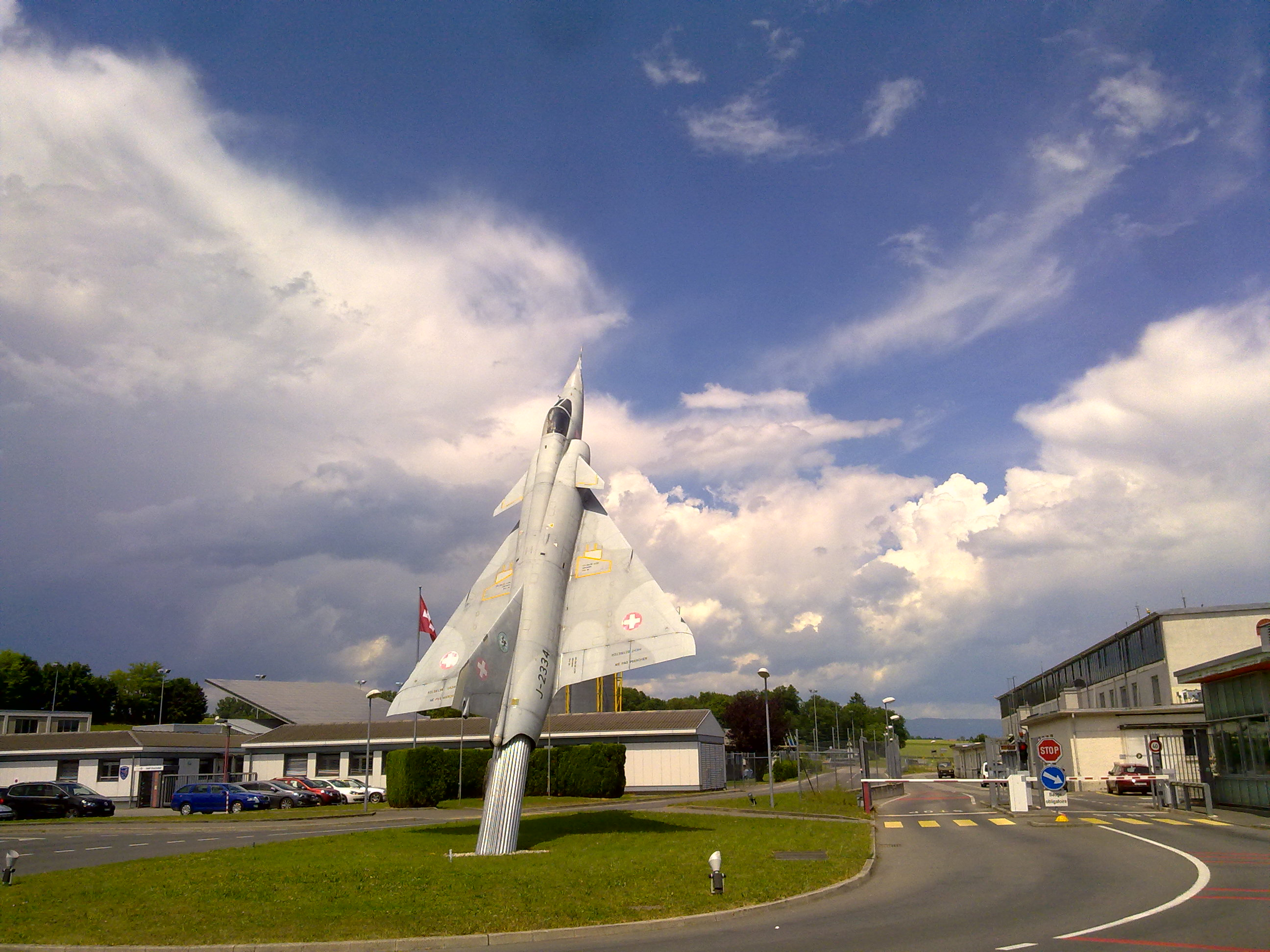
L'aerodromo militare di Payerne

Presso Rueyres-les-Prés sorge l'aerodromo militare di Payerne.

## Amministrazione
Ogni famiglia originaria del luogo fa parte del comune patriziale che ha la responsabilità della manutenzione di ogni bene comune.